# (262972) Petermansfield
(262972) Petermansfield est un astéroïde de la ceinture principale.

## Description
(262972) Petermansfield est un astéroïde de la ceinture principale. Il fut découvert le 9 mars 2007 à Vallemare Borbona par Vincenzo Silvano Casulli. Il présente une orbite caractérisée par un demi-grand axe de 2,70 UA, une excentricité de 0,05 et une inclinaison de 2,7° par rapport à l'écliptique.

## Compléments